# Bellottia
Bellottia (Giglioli, 1883) è un genere di pesci ossei marini appartenenti alla famiglia Bythitidae.

## Distribuzione e habitat
Il genere è presente in maniera localizzata nell'oceano Atlantico orientale, nel golfo del Messico e nell'Indo-Pacifico. La specie B. apoda è presente, anche se rara, nel mar Mediterraneo.
Dal poco che si sa sull'habitat di questi animali si deduce che vivano a profondità rilevanti anche se sono stati catturati anche a qualche centinaio di metri.

## Biologia
Quasi completamente ignota. Si sa però che sono vivipari.

## Tassonomia
Il genere comprende 5 specie:
- Bellottia apoda
- Bellottia armiger
- Bellottia cryptica
- Bellottia galatheae
- Bellottia robusta